# Булыга (приток Вязьмы)
Булыга — небольшая река в России, протекает в Лежневском районе Ивановской области. Устье реки находится в по левому берегу реки Вязьмы. Протекает в заболоченных лесах к югу от пгт Лежнево. Не судоходна.
Населённых пунктов вдоль русла реки нет.